# コンスタンティノープル包囲戦 (1203年)
1203年のコンスタンティノープル包囲戦（コンスタンティノープルほういせん）は、第4回十字軍とヴェネツィア海軍がビザンツ帝国首都コンスタンティノープルを包囲し、ビザンツ皇帝アレクシオス3世アンゲロスを退位させた戦いである。
十字軍の支援のもとイサキオス2世アンゲロスとアレクシオス4世アンゲロスが即位（前者は復位）したが、半年後に反十字軍勢力が再び政権を握り、再度のコンスタンティノープル包囲戦とビザンツ帝国の一時滅亡につながった。

## 包囲戦
十字軍は力づくでコンスタンティノープルを落とすため、まずボスポラス海峡を渡る必要があった。約200隻の輸送船やガレー船に乗って十字軍兵士が狭い海峡を渡ってくるのに対して、守るアレクシオス3世アンゲロス￼￼はガラタ地区の北にビザンツ軍を並べて敵を阻止しようとした。しかし十字軍騎士が船から飛び降りて一直線に騎馬突撃をかけてきたので、ビザンツ軍は南へ敗走した。十字軍もこれを追い、ガラタの塔を包囲した。これは金角湾を封鎖している防鎖の一端をつないでいる場所だった。この塔には、イングランド人、デンマーク人、イタリア人の傭兵が守備隊として入っていた。彼ら守備隊は何度も包囲軍へ突撃したが、そのたびに多大な犠牲者を出し失敗した。最後の守備隊の突撃の際には、十字軍の反攻に遭って塔へ退却できなくなり、ほとんどが斬り殺されるか逃げようとしてボスポラス海峡に沈んだ。今や金角湾の防鎖は解かれ、十字軍側のヴェネツィア海軍がコンスタンティノープルの北海岸に肉薄できるようになった。
7月11日、十字軍はコンスタンティノープル北西のブラケルナエ宮殿を前に陣取った。十字軍が推すアレクシオス4世アンゲロスはコンスタンティノープルの城壁の前でパレードを行ったが、市民の反応は冷淡だった。彼らにとってアレクシオス4世はあくまでも西欧人の傀儡だった。十字軍から見ればアレクシオス3世こそ簒奪者であり正統性がない皇帝だったが、ビザンツ市民にとってはそこまで問題ではなかった。本格的な包囲戦が始まったのは7月17日で、十字軍は陸上の城壁を攻め、ヴェネツィア海軍は金角湾から市の北側に並ぶ海の城壁を攻めた。海側ではヴェネツィア軍は25棟の塔を占拠したが、陸側ではヴァリャーグ守備隊が十字軍を押し返し続けた。その後ヴァリャーグ兵はヴェネツィア軍の掃討に向かったが、ヴェネツィア軍は街に火を放って撤退した。この火は3日間で440エーカー (1.8 km2)を焼き尽くし、2万人の住民が家を失った。
ここでアレクシオス3世は攻勢に転じようとして、約8500人を率いて聖ロマヌスの門から出撃した。この数は迎え撃つ十字軍約3500人を大幅に上回っていたにもかかわらず、アレクシオス3世は戦意を喪失し、一戦もせず城壁内に戻った。
1203年7月18日の十字軍の攻撃の後、アレクシオス3世はコンスタンティノープルを捨ててトラキアへ逃亡した。翌朝になって、コンスタンティノープル市民が囚われていた盲目の先帝イサキオス2世アンゲロスを解放して復位させているのを見た十字軍は大いに驚いた。8月1日、十字軍はイサキオス2世に息子アレクシオス4世を共同皇帝とすることを認めさせ、包囲を解いた。 

## その後
1203年8月1日に即位したアレクシオス4世は、混乱するコンスタンティノープルを立て直そうとした。しかしその月の末には、反十字軍派のギリシア人暴徒と親十字軍派のラテン人暴徒が衝突し、11月まで暴動が続いた。そのころには、住民の大部分は反アレクシオス4世の態度をとるようになっていた。
1204年1月25日、イサキオス2世が死去したのをきっかけとして、住民はアレクシオス4世を廃位しニコラオス・カナボスを擁立した。アレクシオス4世は十字軍に助けを求めたが、その使者とされた側近アレクシオス(5世)・ドゥーカスが裏切ってアレクシオス4世を投獄し、2月5日に自ら皇帝となった。彼は十字軍にビザンツ帝国領から撤退するよう求めたが、十字軍は以前アレクシオス4世と結んだ協定を破棄することを拒んだ。2月8日にアレクシオス5世がアレクシオス4世の処刑を命じたのを機に、十字軍はアレクシオス5世に宣戦布告した。3月、十字軍とヴェネツィアはビザンツ帝国を滅ぼした後を見据えた領土分割協定をまとめた。2月8日、アレクシオス5世がアレクシオス4世の処刑を命じたので、十字軍はアレクシオス5世に宣戦布告した。3月、十字軍とヴェネツィア軍はコンスタンティノープルを完全に征服することに決し、ビザンツ帝国を滅ぼした後の領土分割案を取りまとめた。同月末より彼らは2度目のコンスタンティノープル包囲に入り、対するアレクシオス5世も防衛体制の強化と市街での分遣隊の運用に取り組んだ。